# Mark Rein-Hagen
Mark Rein-Hagen (nacido en 1964), estilizado como Mark Rein•Hagen, es un diseñador estadounidense de juegos de rol, cartas, videojuegos y juegos de mesa más conocido como el creador de Vampiro: la mascarada, Hombre lobo: el Apocalipsis y otros títulos del Mundo de Tinieblas. Junto con Jonathan Tweet, es uno de los dos diseñadores originales de Ars Magica. También es productor de la serie de televisión Kindred: The Embraced.